# New Zealand State Highway 3A
Der New Zealand State Highway 3A (State Highway 3A oder in Kurzform SH 3A) ist eine Fernstraße von nationalem Rang auf der Nordinsel von Neuseeland.

## Geographie
Die Fernstraße besitzt eine Länge von 15,5 km und befindet sich im westlichen Teil der Nordinsel in der Region Taranaki. Die über ihre gesamte Länge zweispurig (je eine pro Fahrtrichtung) ausgebaute Straße verbindet den State Highway 3, ostnordöstlich von New Plymouth und dem State Highway 3 in dem Ort Inglewood, der sich 15 km südöstlich von New Plymouth befindet. Die Straße stellt eine Abkürzung des State Highway 3 für diejenigen Fahrer dar, die nicht New Plymouth als Ziel haben.

## Streckenführung
| Region   | District              | Ort                                                                               | km | Verbindung nach                    | Richtung                       | Anmerkungen                    |
| -------- | --------------------- | --------------------------------------------------------------------------------- | -- | ---------------------------------- | ------------------------------ | ------------------------------ |
| Taranaki | New Plymouth District | Inglewood                                                                         | 0  | SH 3: New Plymouth SH 3: Stratford | (nordwestlich) (südsüdöstlich) | Beginn des State Highway SH 3A |
| Taranaki | New Plymouth District | Mahoetahi Historic Site, zwischen Bell Bock und Waitara im New Plymouth City Ward | 16 | SH 3: New Plymouth SH 3: Waitara   | (nordwestlich) (südsüdöstlich) | Ende des State Highway SH 3A   |